# Clostera fulgurita
Clostera fulgurita är en fjärilsart som beskrevs av Walker 1865. Clostera fulgurita ingår i släktet Clostera och familjen tandspinnare. Inga underarter finns listade i Catalogue of Life.